# Campionato Italiano Velocità Montagna 2013
Il Campionato Italiano Velocità Montagna 2013 si è svolto tra il 5 maggio e il 29 settembre 2013 su tredici tappe disputatesi in undici regioni diverse.
La novità regolamentare dell'edizione 2013 sarà la suddivisione in tre gironi:
- Centro Nord composto da cinque gare.
- Centro Sud composto da cinque gare.
- Finale composto da tre gare finali aventi coefficiente 1,5 per l'assegnazione del punteggio.

I concorrenti acquisiranno punti validi per la classifica finale soltanto nelle cronoscalate appartenenti al girone al quale avranno deciso di partecipare. Fanno eccezione le tre gare finali in cui tutti i piloti potranno ottenere punti.

## Calendario prove
| Tappa | Data         | Girone | Corsa                                          | Sede                            | Vincitore                               |
| ----- | ------------ | ------ | ---------------------------------------------- | ------------------------------- | --------------------------------------- |
| 1     | 5 maggio     | Nord   | 29ª Iglesias-S.Angelo                          | Iglesias Sardegna               | Simone Faggioli - Osella FA30-Zytek     |
| 2     | 12 maggio    | Sud    | 18ª Luzzi-Sambucina                            | Luzzi Calabria                  | Domenico Scola - Osella PA21/S-Honda    |
| 3     | 26 maggio    | Nord   | 44ª Verzegnis-Sella-Chianzutan                 | Verzegnis Friuli-Venezia Giulia | Simone Faggioli - Osella FA30-Zytek     |
| 4     | 9 giugno     | Sud    | 56ª Coppa Selva di Fasano                      | Fasano Puglia                   | Francesco Leogrande - Osella FA30-Zytek |
| 5     | 16 giugno    | Nord   | 41ª Pieve Santo Stefano-Passo dello Spino      | Pieve Santo Stefano Toscana     | Simone Faggioli - Osella FA30-Zytek     |
| 6     | 30 giugno    | Sud    | 52ª Coppa Paolino Teodori (*)                  | Ascoli Piceno Marche            | Simone Faggioli - Osella FA30-Zytek     |
| 7     | 7 luglio     | Nord   | 63ª Trento-Bondone (*)                         | Trento Trentino-Alto Adige      | Simone Faggioli - Osella FA30-Zytek     |
| 8     | 14 luglio    | Sud    | 23° Trofeo Scarfiotti - Sarnano                | Sarnano Marche                  | Domenico Scola - Osella PA21S           |
| 9     | 4 agosto     | Sud    | 15ª Cronoscalata del Reventino                 | Lamezia Terme Calabria          | Domenico Cubeda - Osella PA 2000        |
| 10    | 25 agosto    | Nord   | 48° Trofeo Luigi Fagioli                       | Gubbio Umbria                   | Simone Faggioli - Osella FA30-Zytek     |
| 11    | 1º settembre | Finale | 51ª Rieti-Terminillo (49ª Coppa Bruno Carotti) | Rieti Lazio                     | Christian Merli - Osella PA 2000        |
| 12    | 15 settembre | Finale | 59ª Coppa Nissena                              | Caltanissetta Sicilia           | Simone Faggioli - Osella FA30-Zytek     |
| 13    | 29 settembre | Finale | 30ª Pedavena-Croce d'Aune                      | Pedavena Veneto                 | Simone Faggioli - Osella FA30-Zytek     |

(*) gara valida anche per il Campionato europeo della montagna 2013.

## Classifica assoluta[15]
Tra parentesi i punteggi scartati per eccesso di partecipazione (i migliori 4 risultati sulle 5 gare della zona prescelta più i migliori 2 risultati delle 3 gare comuni per un totale di 6 risultati utili come da N.S. 1 Cap. IV art. 2 6° comma).
NP = Non Partito. 
P = Presente ma partecipante all'altra zona. 
| Pos | Pilota              | Vettura           | Gruppo-Classe | IGL              | VER              | PIE              | TRE              | FAG              | LUZ             | FAS             | TEO             | SAR             | REV             | RIE    | NIS    | PED    | Pts    |
| --- | ------------------- | ----------------- | ------------- | ---------------- | ---------------- | ---------------- | ---------------- | ---------------- | --------------- | --------------- | --------------- | --------------- | --------------- | ------ | ------ | ------ | ------ |
| Pos | Pilota              | Vettura           | Gruppo-Classe | Zona Centro Nord | Zona Centro Nord | Zona Centro Nord | Zona Centro Nord | Zona Centro Nord | Zona Centro Sud | Zona Centro Sud | Zona Centro Sud | Zona Centro Sud | Zona Centro Sud | Finali | Finali | Finali | Pts    |
| 1   | Simone Faggioli     | Osella FA30-Zytek | E2M-3000      | (0)              | 20               | 20               | 20               | 20               | -               | -               | P               | -               | -               | (0)    | 30     | 26.25  | 136.25 |
| 2   | Christian Merli     | Osella PA 2000    | E2B-2000      | (0)              | 15               | 15               | 15               | 15               | P               | -               | P               | -               | -               | 30     | (22.5) | 26.25  | 116.25 |
| 3   | Francesco Leogrande | Osella FA30-Zytek | E2M-3000      | -                | -                | -                | -                | -                | 15              | 20              | 8.5             | -               | -               | 22.5   | 16.5   | -      | 82.5   |
| 4   | Domenico Scola jr.  | Osella PA21/S     | E2B-2000      | -                | -                | -                | -                | -                | 20              | 12              | 20              | 17              | (10)            | 0      | NP     | -      | 69.5   |
| 5   | Omar Magliona       | Osella PA21 Evo   | CN-2000       | (0)              | 12               | 10               | 8                | 9                | -               | -               | -               | -               | -               | 18     | 7.5    | -      | 64.5   |
| 6   | Michele Fattorini   | Lola B02/50       | E2M-3000      | -                | -                | P                | -                | P                | 12              | 15              | 13.5            | 17.5            | -               | 0      | -      | NP     | 58     |
| 7   | Vincenzo Conticelli | Osella PA30       | E2B-3000      | -                | -                | -                | -                | -                | 9               | 10              | 9               | -               | 13.5            | -      | 6      | NP     | 47.5   |
| 8   | Rosario Iaquinta    | Osella PA21 Evo   | CN-2000       | -                | -                | P                | -                | -                | -               | 4.5             | 3               | 9               | 11              | 15     | 3.75   | -      | 46.25  |
| 9   | Adolfo Bottura      | Lola B99/50       | E2M-3000      | (0)              | 7                | 5                | 6                | 4                | -               | -               | P               | P               | -               | 12     | -      | 2.25   | 36.25  |
| 10  | Diego Degasperi     | Osella FA30       | E2M-3000      | 0                | 10               | 12               | 12               | -                | -               | -               | -               | -               | -               | -      | -      | -      | 34     |

## Classifiche di gruppo
Tra parentesi i punteggi scartati per eccesso di partecipazione (i migliori 4 risultati sulle 5 gare della zona prescelta più i migliori 2 risultati delle 3 gare comuni per un totale di 6 risultati utili come da N.S. 1 Cap. IV art. 2 6° comma).

NP = Non Partito. 
P = Presente ma partecipante all'altra zona. 

### Gr. E2-M[16]
| Pos | Pilota              | Vettura           | Gruppo-Classe | IGL              | VER              | PIE              | TRE              | FAG              | LUZ             | FAS             | TEO             | SAR             | REV             | RIE    | NIS    | PED    | Pts   |
| --- | ------------------- | ----------------- | ------------- | ---------------- | ---------------- | ---------------- | ---------------- | ---------------- | --------------- | --------------- | --------------- | --------------- | --------------- | ------ | ------ | ------ | ----- |
| Pos | Pilota              | Vettura           | Gruppo-Classe | Zona Centro Nord | Zona Centro Nord | Zona Centro Nord | Zona Centro Nord | Zona Centro Nord | Zona Centro Sud | Zona Centro Sud | Zona Centro Sud | Zona Centro Sud | Zona Centro Sud | Finali | Finali | Finali | Pts   |
| 1   | Simone Faggioli     | Osella FA30-Zytek | E2M-3000      | (10)             | 20               | 20               | 20               | 20               | -               | -               | P               | -               | -               | (0)    | 30     | 30     | 140   |
| 2   | Francesco Leogrande | Osella FA30-Zytek | E2M-3000      | -                | -                | -                | -                | -                | 20              | 20              | 16              | -               | -               | 30     | 22.5   | -      | 108.5 |
| 3   | Adolfo Bottura      | Lola B99/50       | E2M-3000      | (4)              | 12               | 11               | 10               | 10               | -               | -               | P               | P               | -               | 22.5   | -      | 18     | 83.5  |

### Gr. E2-B[17]
| Pos | Pilota             | Vettura        | Gruppo-Classe | IGL              | VER              | PIE              | TRE              | FAG              | LUZ             | FAS             | TEO             | SAR             | REV             | RIE    | NIS    | PED    | Pts  |
| --- | ------------------ | -------------- | ------------- | ---------------- | ---------------- | ---------------- | ---------------- | ---------------- | --------------- | --------------- | --------------- | --------------- | --------------- | ------ | ------ | ------ | ---- |
| Pos | Pilota             | Vettura        | Gruppo-Classe | Zona Centro Nord | Zona Centro Nord | Zona Centro Nord | Zona Centro Nord | Zona Centro Nord | Zona Centro Sud | Zona Centro Sud | Zona Centro Sud | Zona Centro Sud | Zona Centro Sud | Finali | Finali | Finali | Pts  |
| 1   | Christian Merli    | Osella PA 2000 | E2B-2000      | (6)              | 20               | 20               | 20               | 20               | P               | -               | P               | -               | -               | (30)   | 30     | 30     | 140  |
| 2   | Domenico Scola jr. | Osella PA21/S  | E2B-2000      | -                | -                | -                | -                | -                | 20              | 20              | 20              | 20              | (10)            | 0      | NP     | -      | 80   |
| 3   | Achille Lombardi   | Radical SR4    | E2B-1600      | -                | -                | -                | -                | -                | 8               | 10              | (7)             | 15              | 7               | 22.5   | 6      | NP     | 68.5 |

### Gr. CN[18]
| Pos | Pilota               | Vettura         | Gruppo-Classe | IGL              | VER              | PIE              | TRE              | FAG              | LUZ             | FAS             | TEO             | SAR             | REV             | RIE    | NIS    | PED    | Pts   |
| --- | -------------------- | --------------- | ------------- | ---------------- | ---------------- | ---------------- | ---------------- | ---------------- | --------------- | --------------- | --------------- | --------------- | --------------- | ------ | ------ | ------ | ----- |
| Pos | Pilota               | Vettura         | Gruppo-Classe | Zona Centro Nord | Zona Centro Nord | Zona Centro Nord | Zona Centro Nord | Zona Centro Nord | Zona Centro Sud | Zona Centro Sud | Zona Centro Sud | Zona Centro Sud | Zona Centro Sud | Finali | Finali | Finali | Pts   |
| 1   | Omar Magliona        | Osella PA21 Evo | CN-2000       | (10)             | 20               | 20               | 20               | 20               | -               | -               | -               | -               | -               | 30     | 30     | -      | 140   |
| 2   | Francesco Conticelli | Osella PA21/S   | CN-2000       | -                | -                | P                | -                | -                | 20              | 17.5            | 20              | -               | 15              | -      | 18     | 30     | 120.5 |
| 3   | Rosario Iaquinta     | Osella PA21 Evo | CN-2000       | -                | -                | P                | -                | -                | -               | 17.5            | 15              | 20              | 20              | 22.5   | 22.5   | -      | 117.5 |

### Gr. GT[19]
| Pos | Pilota            | Vettura               | Gruppo-Classe  | IGL              | VER              | PIE              | TRE              | FAG              | LUZ             | FAS             | TEO             | SAR             | REV             | RIE    | NIS    | PED    | Pts   |
| --- | ----------------- | --------------------- | -------------- | ---------------- | ---------------- | ---------------- | ---------------- | ---------------- | --------------- | --------------- | --------------- | --------------- | --------------- | ------ | ------ | ------ | ----- |
| Pos | Pilota            | Vettura               | Gruppo-Classe  | Zona Centro Nord | Zona Centro Nord | Zona Centro Nord | Zona Centro Nord | Zona Centro Nord | Zona Centro Sud | Zona Centro Sud | Zona Centro Sud | Zona Centro Sud | Zona Centro Sud | Finali | Finali | Finali | Pts   |
| 1   | Roberto Ragazzi   | Ferrari 458 Challenge | GT-GT Cup+3000 | (10)             | 15               | 12               | 15               | 20               | -               | -               | P               | -               | -               | (30)   | 30     | 30     | 115.5 |
| 2   | Giuliano Tavani   | Chevrolet Corvette C5 | GT-GT1+3000    | -                | -                | P                | -                | -                | -               | 10              | 17.5            | 20              | -               | 12     | -      | 15     | 74.5  |
| 3   | Serafino La Delfa | Ferrari F430          | GT-GT Cup+3000 | -                | -                | -                | -                | -                | 20              | 20              | 0               | -               | -               | 6      | 22.5   | -      | 68.5  |

### Gr. E1-SS (Superstars)[20]
| Pos | Pilota             | Vettura    | Gruppo-Classe | IGL              | VER              | PIE              | TRE              | FAG              | LUZ             | FAS             | TEO             | SAR             | REV             | RIE    | NIS    | PED    | Pts   |
| --- | ------------------ | ---------- | ------------- | ---------------- | ---------------- | ---------------- | ---------------- | ---------------- | --------------- | --------------- | --------------- | --------------- | --------------- | ------ | ------ | ------ | ----- |
| Pos | Pilota             | Vettura    | Gruppo-Classe | Zona Centro Nord | Zona Centro Nord | Zona Centro Nord | Zona Centro Nord | Zona Centro Nord | Zona Centro Sud | Zona Centro Sud | Zona Centro Sud | Zona Centro Sud | Zona Centro Sud | Finali | Finali | Finali | Pts   |
| 1   | Amedeo Pancotti    | BMW M5     | E1 SS+3000    | -                | -                | -                | -                | -                | -               | 22              | 21              | 20.5            | 22              | 37.5   | 30     | -      | 153   |
| 2   | Abramo Antonicelli | BMW M3 GT2 | E1 SS+3000    | -                | 21               | 21               | 21               | 23               | -               | P               | -               | P               | -               | 24     | -      | 31.5   | 141.5 |

### Gr. E1-Italia[21]
| Pos | Pilota           | Vettura                       | Gruppo-Classe  | IGL              | VER              | PIE              | TRE              | FAG              | LUZ             | FAS             | TEO             | SAR             | REV             | RIE    | NIS    | PED    | Pts    |
| --- | ---------------- | ----------------------------- | -------------- | ---------------- | ---------------- | ---------------- | ---------------- | ---------------- | --------------- | --------------- | --------------- | --------------- | --------------- | ------ | ------ | ------ | ------ |
| Pos | Pilota           | Vettura                       | Gruppo-Classe  | Zona Centro Nord | Zona Centro Nord | Zona Centro Nord | Zona Centro Nord | Zona Centro Nord | Zona Centro Sud | Zona Centro Sud | Zona Centro Sud | Zona Centro Sud | Zona Centro Sud | Finali | Finali | Finali | Pts    |
| 1   | Fulvio Giuliani  | Lancia Delta HF Integrale Evo | E1 Italia+3000 | (6)              | 20               | 20               | 20               | 17.5             | -               | -               | -               | -               | -               | 30     | 26.25  | -      | 133.75 |
| 2   | Marco Gramenzi   | Alfa Romeo 155 DTM            | E1 Italia-3000 | -                | -                | -                | -                | -                | 20              | 17.5            | 20              | (10)            | 16              | 22.25  | 26.25  | -      | 122.25 |
| 3   | Emiliano Galiani | Renault Clio RS               | E1 Italia-2000 | -                | -                | -                | -                | P                | 10              | 5               | 0               | -               | 16              | 15     | 18     | (4.5)  | 64     |

### Gr. A[22]
| Pos | Pilota           | Vettura                    | Gruppo-Classe | IGL              | VER              | PIE              | TRE              | FAG              | LUZ             | FAS             | TEO             | SAR             | REV             | RIE    | NIS    | PED    | Pts  |
| --- | ---------------- | -------------------------- | ------------- | ---------------- | ---------------- | ---------------- | ---------------- | ---------------- | --------------- | --------------- | --------------- | --------------- | --------------- | ------ | ------ | ------ | ---- |
| Pos | Pilota           | Vettura                    | Gruppo-Classe | Zona Centro Nord | Zona Centro Nord | Zona Centro Nord | Zona Centro Nord | Zona Centro Nord | Zona Centro Sud | Zona Centro Sud | Zona Centro Sud | Zona Centro Sud | Zona Centro Sud | Finali | Finali | Finali | Pts  |
| 1   | Rudi Bicciato    | Mitsubishi Lancer Evo VI   | A+3000        | 10               | 10               | (7.5)            | 15               | 20               | -               | -               | -               | -               | -               | (30)   | 30     | 30     | 115  |
| 2   | Giuliano Pirocco | Mitsubishi Lancer Evo VIII | A+3000        | -                | -                | -                | -                | -                | -               | -               | 20              | (13.5)          | 16              | 18     | 22.5   | (4.5)  | 90   |
| 3   | Sandro Acunzo    | Mitsubishi Lancer Evo VIII | A+3000        | -                | -                | -                | -                | -                | 20              | 10              | (0)             | 16              | 0               | 22.5   | 18     | -      | 86.5 |

### Gr. N[23]
| Pos | Pilota             | Vettura                  | Gruppo-Classe | IGL              | VER              | PIE              | TRE              | FAG              | LUZ             | FAS             | TEO             | SAR             | REV             | RIE    | NIS    | PED    | Pts    |
| --- | ------------------ | ------------------------ | ------------- | ---------------- | ---------------- | ---------------- | ---------------- | ---------------- | --------------- | --------------- | --------------- | --------------- | --------------- | ------ | ------ | ------ | ------ |
| Pos | Pilota             | Vettura                  | Gruppo-Classe | Zona Centro Nord | Zona Centro Nord | Zona Centro Nord | Zona Centro Nord | Zona Centro Nord | Zona Centro Sud | Zona Centro Sud | Zona Centro Sud | Zona Centro Sud | Zona Centro Sud | Finali | Finali | Finali | Pts    |
| 1   | Michele Buiatti    | Mitsubishi Lancer Evo IX | N+3000        | -                | 17.5             | 13.5             | 15               | 20               | -               | -               | -               | -               | -               | 30     | 30     | 26.25  | 126    |
| 2   | Armin Hafner       | Mitsubishi Lancer Evo IX | N+3000        | (10)             | 17.5             | 16               | 20               | 15               | -               | -               | -               | -               | -               | (22.5) | 22.5   | 26.25  | 117.25 |
| 3   | Giovanni Del Prete | Mitsubishi Lancer Evo IX | N+3000        | -                | P                | P                | -                | -                | (10.5)          | 20              | 20              | 20              | 20              | 18     | 18     | (13.5) | 116    |

### Classifica pilotiRacing start (RS)[24]
| Pos | Pilota               | Vettura            | Gruppo-Classe | IGL              | VER              | PIE              | TRE              | FAG              | LUZ             | FAS             | TEO             | SAR             | REV             | RIE    | NIS    | PED    | Pts   |
| --- | -------------------- | ------------------ | ------------- | ---------------- | ---------------- | ---------------- | ---------------- | ---------------- | --------------- | --------------- | --------------- | --------------- | --------------- | ------ | ------ | ------ | ----- |
| Pos | Pilota               | Vettura            | Gruppo-Classe | Zona Centro Nord | Zona Centro Nord | Zona Centro Nord | Zona Centro Nord | Zona Centro Nord | Zona Centro Sud | Zona Centro Sud | Zona Centro Sud | Zona Centro Sud | Zona Centro Sud | Finali | Finali | Finali | Pts   |
| 1   | Oronzo Montanaro     | Renault Clio RS    | RS4-2000      | -                | -                | -                | -                | -                | 20              | 20              | 20              | 20              | (0)             | 30     | 30     | (22.5) | 140   |
| 2   | Antonio Vassallo     | Citroën Saxo VTS   | RS3-1600      | -                | -                | -                | -                | -                | -               | 8               | 10              | 12              | 20              | 18     | 20.25  | -      | 88.25 |
| 3   | Stefano Silvestrelli | Suzuki Swift Sport | RS3-1600      | 10               | NP               | 15               | 8                | 10               | -               | -               | -               | -               | -               | -      | -      | 13.5   | 56.5  |